# Il meglio (Gian Pieretti)
Il meglio è un album di Gian Pieretti del 2005. È stato prodotto da Dino Angelini.

## Tracce
1. Quando ero un poeta
2. Il regista
3. Yeh Yeh Yeh
4. Il tempo se ne va'
5. Un buon cammino
6. Quell'uomo non canta più
7. Fai la nanna
8. Hey Joe
9. Julie Julie
10. Sarai giovane
11. L'artista
12. Il canto della libertà
13. Il sogno della farfalla
14. Pietre
15. I vento dell'est
16. Sei rimasta sola
17. Felicità felicità
18. Domani domani
19. Ciao
20. Celeste